# 潮池
潮池（英語：Tide pool），亦作岩池（Rock pool），臺灣基隆八斗子當地稱為死窟仔，是一種在海岸地形較低陷而且充滿岩石和海水的地方。這些地方當漲潮時，海水會湧進其間，甚或淹沒有潮水之下；退潮時，殘留在岩石間的潮水形成一個又一個封閉的水池。

位於葡萄牙科武港的一座潮池

## 附註
1. ↑  許桂英口述，許焜山整理. . 八斗子漁村文物館. 2014-12-03  [2021-10-25]. （原始内容存档于2021-10-27） （中文（臺灣））.